# Wow, Owls!
Wow, Owls! jest zespołem screamo pochodzącym z Richmond, który istniał od 2003 do 2006 roku. Zespół swój ostatni koncert zagrał 17 lutego 2006 r.

## Członkowie zespołu
- Jeff Byers (wokal)
- John Hall (gitara)
- Tyler Worley (gitara basowa)
- Brandon Peck (gitara)
- Brian Turk (perkusja)

Po rozpadzie John, Tyler i Brandon założyli wspólnie z dwoma członkami The Setup nowy zespół, Mouthbreather.

## Dyskografia
- Mind Explosion Demo CD-R/Cassette (zespół sam wydał płytę/Goembessa; 2004)
- Pick Your Patterns CD/LP (Perpetual Motion Machine & Life In A Box; kwiecień 2005 (CD)/luty 2006 (LP))
- Split 7" z The Setup (Perpetual Motion Machine & Life In A Box; październik 2005)
- Pee Sout CD-R (zespół sam wydał płytę; luty 2006)